# Swift (Familienname)
Swift ist ein englischer Familienname.

## Namensträger

### Künstlername
- A.K.-S.W.I.F.T. (* 1969), US-amerikanischer Rapper
- Swift (* 1990), US-amerikanischer Boxer, siehe Jarrett Hurd

### Familienname
- Al Swift (1935–2018), US-amerikanischer Politiker (Washington) (Demokratische Partei)
- Alice Swift Riginos (1941–2019), US-amerikanische Klassische Philologin
- Ben Swift (* 1987), britischer Radrennfahrer
- Benjamin Swift (1781–1847), US-amerikanischer Politiker (Vermont)
- Brian Swift (* 1952), irischer Politiker (Fianna Fáil)
- Charles Swift (* 1962), US-amerikanischer Militärjurist und Lieutenant Commander der Navy
- Connor Swift (* 1995), britischer Radsportler
- D’Andre Swift (* 1999), US-amerikanischer American-Football-Spieler
- David Swift (Regisseur) (1919–2001), US-amerikanischer Regisseur
- David Swift (Schauspieler) (* 1933), britischer Schauspieler
- David Swift (Skeletonpilot) (* 1984), britischer Skeletonpilot
- Eben Swift (1854–1938), US-amerikanischer Generalmajor
- Edward D. Swift (1871–1935), US-amerikanischer Astronom
- Francie Swift (* 1969), US-amerikanische Schauspielerin
- Frank Swift (1913–1958), englischer Fußballtorhüter
- Gavin Swift, britisch-ungarischer Theater- und Filmschauspieler sowie Komponist
- George Swift (Fußballspieler, 1870) (1870–1956), englischer Fußballspieler und -trainer
- George Swift (Fußballspieler, 1874) (1874–1938), englischer Fußballspieler
- George Bell Swift (1845–1912), US-amerikanischer Politiker
- George R. Swift (1887–1972), US-amerikanischer Politiker
- Graham Swift (* 1949), britischer Schriftsteller
- Greggmar Swift (* 1991), barbadischer Hürdenläufer
- Gustavus Franklin Swift III (1916–1976), US-amerikanischer Archäologe
- Henry Swift (Fotograf) (1891–1962), US-amerikanischer Fotograf
- Henry Adoniram Swift (1823–1869), US-amerikanischer Politiker (Minnesota)
- Hewson Swift (1920–2004), US-amerikanischer Zellforscher
- Innis P. Swift (1882–1953), US-amerikanischer Generalmajor
- Ira P. Swift (1898–1987), US-amerikanischer Militär, Generalmajor der US Army
- Jane Swift (* 1965), US-amerikanische Politikerin (Massachusetts)
- Jimmy Swift (1931–2009), südafrikanischer Radrennfahrer
- Joan Swift (* 1933), US-amerikanische Schauspielerin
- John Franklin Swift (1829–1891), US-amerikanischer Autor und Politiker
- Jonathan Swift (1667–1745), englisch-irischer Schriftsteller
- Joseph Gardner Swift (1783–1865), US-amerikanischer Militär, General der US Army
- Kate Bisschop-Swift (1834–1928), niederländische Genre- und Stilllebenmalerin
- Kay Swift (Katherine Swift, 1897–1993), US-amerikanische Komponistin
- Kim Swift (* 1983), US-amerikanische Computerspielentwicklerin
- Lela Swift († 2015), US-amerikanische Fernsehregisseurin und -produzentin
- Lewis A. Swift (1820–1913), US-amerikanischer Astronom
- Mark Swift (Drehbuchautor), Drehbuchautor mit Damian Shannon
- Mark Swift (Filmproduzent), Filmproduzent und Produktionsmanager
- Mazz Swift (* ≈1975), US-amerikanische Musikerin
- Michael Swift (* 1987), südkoreanisch-kanadischer Eishockeyspieler
- Oscar W. Swift (1869–1940), US-amerikanischer Politiker (New York)
- Philetus Swift (1763–1828), US-amerikanischer Politiker
- Robby Swift (* 1984), britischer Profi-Windsurfer
- Sally Swift (1913–2009), US-amerikanische Reitlehrerin
- Stephanie Swift (* 1972), US-amerikanische Pornodarstellerin
- Stromile Swift (* 1979), US-amerikanischer Basketballspieler
- Taylor Swift (* 1989), US-amerikanische Country-Sängerin
- Tony Swift (* 1959), englischer Rugby-Union-Spieler
- Veronica Swift (* 1994), US-amerikanische Jazzmusikerin
- Wally Swift (1936–2012), britischer Boxer
- Wesley Swift (1913–1970), US-amerikanischer Prediger, Führungsperson der Christian-Identity-Bewegung
- Zephaniah Swift (1759–1823), US-amerikanischer Politiker (Connecticut)